# آرثر رووي
آرثر رووي (بالإنجليزية: Arthur Rowe)‏ هو لاعب دوري الرغبي وكاتب سيناريو بريطاني، ولد في 17 أغسطس 1936 في بارنسلي في المملكة المتحدة، وتوفي بنفس المكان في 13 سبتمبر 2003.

## وصلات خارجية
- آرثر رووي على موقع الاتحاد الدولي لألعاب القوى (الإنجليزية)
- آرثر رووي على موقع اللجنة الأولمبية الدولية (الإنجليزية)
- آرثر رووي على موقع أوليمبيديا (الإنجليزية)